# 짧은새끼굽힘근 (발)
짧은새끼굽힘근(flexor digiti minimi brevis, flexor brevis minimi digiti, flexor digiti quinti brevis) 또는 단소지굴근(短小趾屈筋)은 새끼발가락의 발허리뼈 아래에 놓여 있는 발바닥 셋째 층의 근육이다. 뼈사이근과 유사한 모양을 하고 있다.
다섯째 발허리뼈 바닥과 긴종아리근 힘줄의 윤활집에서 기시한다. 짧은새끼굽힘근의 힘줄은 새끼발가락의 몸쪽발가락뼈에 닿는다.
깊은쪽 근섬유의 일부가 간혹 다섯째 발허리뼈 먼쪽 절반의 가쪽 부분에 닿기도 한다. 이를 새끼맞섬근(opponens digiti quinti)이라는 별개의 근육으로 지칭하기도 한다.

## 참고 문헌
이 문서는 현재 퍼블릭 도메인에 속하는 그레이 해부학 제20판(1918) page 494의 내용을 기초로 작성된 글이 포함되어 있습니다.